# Assulella anoechtotera
Assulella anoechtotera är en fjärilsart som beskrevs av Diakonoff 1983. Assulella anoechtotera ingår i släktet Assulella och familjen vecklare. Inga underarter finns listade i Catalogue of Life.